# Villers-sous-Châtillon

Villers-sous-Châtillon este o comună în departamentul Marne, Franța. În 2009 avea o populație de 211 de locuitori.